# 427 (číslo)
Čtyři sta dvacet sedm je přirozené číslo. Následuje po číslu čtyři sta dvacet šest a předchází číslu čtyři sta dvacet osm. Římskými číslicemi se zapisuje CDXXVII a řeckými číslicemi υκζ.

## Matematika
427 je:
- Deficientní číslo
- Složené číslo
- Nešťastné číslo

## Astronomie
- (427) Galene je planetka hlavního pásu, kterou objevil v roce 1897 Auguste Charlois

## Roky
- 427
- 427 př. n. l.